# Marius Maximilian Selmer
Marius Maximilian Selmer, född 28 mars 1833, död 28 mars 1916, var en norsk skogsman, farfar till arkitekten Jens Selmer.
Selmer blev 1858 juris kandidat och, efter studier vid forstakademien i Tharandt, 1864 forstassistent, 1866 forstmester för Trondheimsamten samt var 1875-1902 Norges förste skogsdirektör. Som sådan utförde han ett grundläggande organisationsarbete. Dessutom lämnade han flitigt bidrag till tidningar och tidskrifter i fråga om skogsväsendet.